# Carl Caspar von Siebold

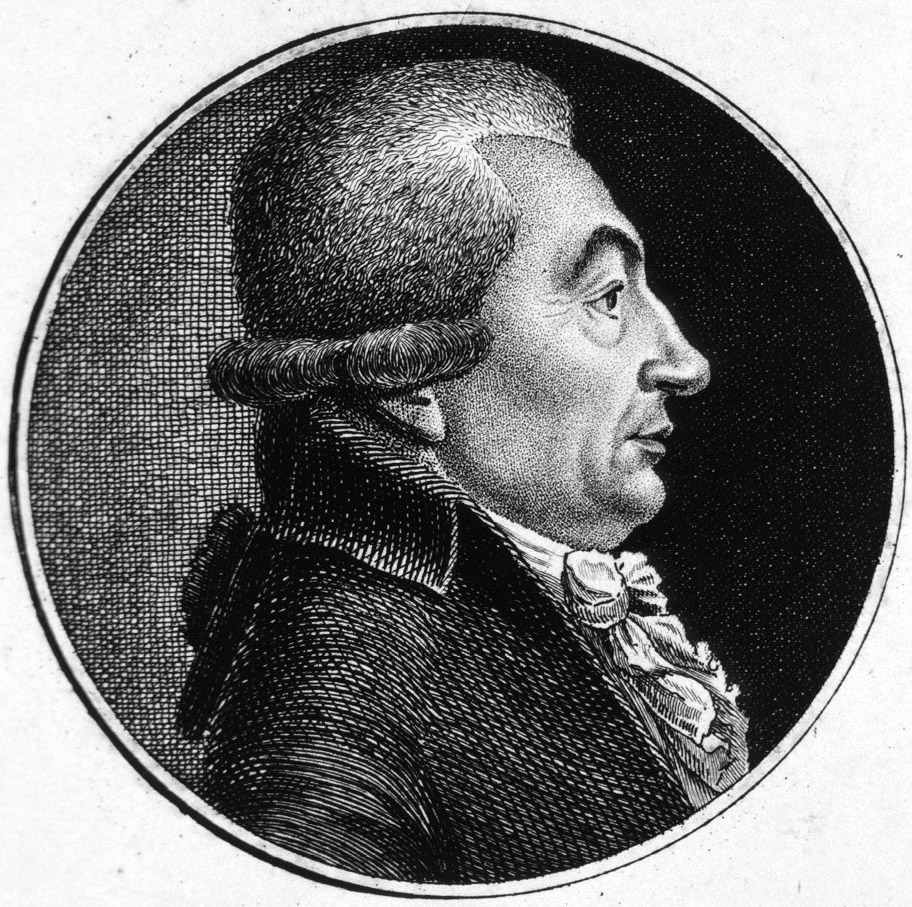
Carl Caspar von Siebold.

Carl Caspar von Siebold, född 4 november 1736 i Nideggen, död 3 april 1807 i Würzburg, var en tysk läkare. Han var far till Christoph, Barthel, Damian och Elias von Siebold.
Siebold, som ursprungligen var kirurg, blev 1769 medicine doktor och verkade därefter med stor framgång till sin död som professor i anatomi, kirurgi och obstetrik vid universitetet i Würzburg.